# جولی ریچاردسون
جولی ریچاردسون (به انگلیسی: Joely Richardson) بازیگر انگلیسی متولد ۹ ژانویه ۱۹۶۵ است
از فیلم‌های معروف او می‌توان به فیلم ۱۰۱ سگ خالدار و دختری با خالکوبی اژدها و مجموعه تودورها اشاره کرد.

## فیلم‌شناسی
فهرست برخی از فیلم‌هایی که جولی ریچاردسون در آنها به ایفای نقش پرداخته‌است:
- قصه‌گو
- میهن‌پرست
- ۱۰۱ سگ خالدار
- دختری با خالکوبی اژدها
- مگی
- افق رویداد
- هتل نیوهمپشایر
- وتربی
- قبیله
- عشق بی‌پایان
- آکادمی خون‌آشامی
- چراغ‌های قرمز
- بی‌نام
- با تشکر برای به اشتراک گذاری
- در امتداد درخشش
- بازگشت به من
- امور گردنبند
- هر کاری خواهم کرد
- پاپا: همینگوی در کوبا
- تودورها (مجموعه تلویزیونی)
- جراحی پلاستیک (مجموعه تلویزیونی)